# Seba Dalkai, Arizona
Seba Dalkai je naseljeno područje za statističke svrhe u američkoj saveznoj državi Arizona. Prema popisu stanovništva iz 2010. u njemu je živjelo 136 stanovnika.